# К-90 (танк)
К-90 — советский опытный лёгкий плавающий танк, созданный в конце 1940-х — начале 1950-х годов. Был разработан ОКБ Сухопутных войск в 1949—1950 годах в рамках программы по созданию нового лёгкого разведывательного танка. К-90 основывался на агрегатах гусеничного артиллерийского тягача М-2 и грузового автомобиля МАЗ-200 и использовал традиционную схему с гребными винтами в качестве водоходного движителя, будучи разработан как альтернатива танку ПТ-76, на случай неудачи с созданием водомётного движителя для последнего. Параллельно с танком был разработан и плавающий бронетранспортёр К-78 на его базе. Два опытных образца К-90 были изготовлены в 1950 году и один из них в июле того же года прошёл сравнительные испытания с ПТ-76, по итогам которых на вооружение был принят последний, а дальнейшие работы по К-90 и К-78 прекращены.

## История
Вскоре после окончания Второй мировой войны в СССР была развёрнута программа по созданию нового лёгкого танка для выполнения специальных и вспомогательных задач, привлечение для которых средних или тяжёлых танков, с их меньшим моторесурсом, являлось нецелесообразным — разведки, охранения, связи. Кроме этого, хотя эта часть требований встречала менее однозначную оценку, лёгкий танк предполагалось сделать плавающим, что помимо увеличения его разведывательных возможностей, позволяло бы использовать машину для амфибийных операций — по захвату плацдармов и тыловых объектов, прикрытию флангов, высадке морского десанта и различных других. В 1946—1949 годах был разработан ряд проектов лёгких танков, но ни один из них армией принят не был. После неудачных испытаний танка Р-39, единственного среди них, воплощённого в металле, постановлением Совета Министров СССР № 3472-1444 от 15 августа 1949 года опытно-конструкторские работы по созданию плавающего танка и бронетранспортёра на его базе были возложены на Челябинский Кировский завод (ЧКЗ) с привлечением специалистов ленинградского ВНИИ-100 и завода № 112.
При предварительной проработке проекта танка были рассмотрены четыре типа водоходного движителя: с тоннельными или убирающимися гребными винтами, водомётным движителем или за счёт перемотки гусениц. В ходе разработки эскизного проекта в качестве основного варианта был выбран водомётный движитель, однако к идее его установки на плавающий танк скептически отнёсся ряд танкостроителей и военных, в результате чего с подачи командующего бронетанковыми и механизированными войсками С. Богданова в августе 1949 года была санкционирована разработка дублирующих машин с винтовым движителем силами и средствами заказчика.
В результате этого, в дополнение к танку ЧКЗ «Объект 740» с водомётным движителем, Особым конструкторским бюро Инженерного комитета Сухопутных войск под руководством А. Ф. Кравцева был разработан проект К-90 с тоннельным винтовым движителем. К-90 сохранял общую компоновку танка Р-39 и использовал двигатель грузового автомобиля ЯАЗ-200 и ходовую часть артиллерийского тягача М-2, в отличие от объекта 740, в конструкции которого были применены танковый двигатель и специально разработанное шасси. К-90 также, при одинаковом вооружении и примерно аналогичным показателям бронезащиты с объектом 740, был на треть легче своего конкурента. Два опытных образца К-90 были изготовлены ВРЗ № 2 ГБТУ к лету 1950 года.
Распоряжением Совета Министров от 10 июля 1950 года с 5 по 29 июля были проведены государственные сравнительные испытания танков «Объект 740» и К-90, на которых последний показал себя хуже при преодолении водных преград, не сумев преодолеть ряд препятствий, успешно пройденных конкурентом. Кроме этого, недостаточными сочтены были надёжность агрегатов трансмиссии и водоходного движителя. В результате всего этого К-90 не был рекомендован государственной комиссией к принятию на вооружение, однако техническая документация по нему была заложена в мобилизационный резерв.